# اكيتو فوكودا
اكيتو فوكودا (باليابانية: 福田 晃斗) (مواليد 1 مايو 1992)، هو لاعب كرة قدم ياباني سابق كان يلعب كلاعب وسط.

## وصلات خارجية
- اكيتو فوكودا على موقع رابطة كرة القدم اليابانية للمحترفين (اليابانية)
- اكيتو فوكودا على موقع إي إس بي إن إف سي (الإنجليزية)
- اكيتو فوكودا على موقع قاعدة بيانات كرة القدم.إي يو (الإنجليزية)
- اكيتو فوكودا على موقع Soccerbase.com (لاعب) (الإنجليزية)
- اكيتو فوكودا على موقع Soccerway.com (الإنجليزية)
- اكيتو فوكودا على موقع عالم كرة القدم.نت (الإنجليزية)
- اكيتو فوكودا على موقع كووورة